# Cuspius Fadus
Cuspius Fadus war der erste Prokurator Roms in Judäa und zwischen 44 und 46 n. Chr. für das Gebiet verantwortlich.

## Geänderte Ausgangssituation

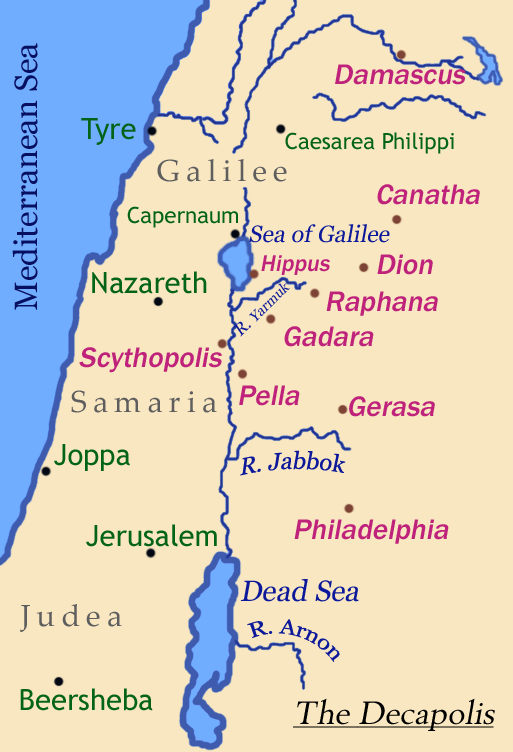
Antike Gebietskarte

Zwischen 41 und 44 n. Chr. war Judäa ein Vasallenstaat von König Herodes Agrippa I. Nach dessen Tod beschloss Kaiser Claudius, Judäa erneut zu einer römischen Provinz zu machen. Dabei wurde das Gebiet, das ursprünglich nur aus Judäa, Idumäa und Samaria bestand, noch um Galiläa und Peräa vergrößert. Auf Beschluss von Claudius erging außerdem der Erlass, dass römische Provinzen nicht mehr von einem Präfekten, sondern von einem Prokurator verwaltet werden sollten. Cuspius Fadus wurde der erste von Rom eingesetzte Prokurator Judäas.

## Konflikte während der Amtszeit
In die Zeit von Fadus fiel die Anordnung des Kaisers Claudius, dass das Hohepriestergewand wieder unter römische Obhut genommen werden sollte. Das Hohepriestergewand war im Jahr 37 durch den damaligen syrischen Legaten Lucius Vitellius den Juden wieder selbst überlassen worden. Cuspius Fadus bestellte zunächst die Priester und Vornehmen zu sich, um ihnen den Befehl des Kaisers zu übermitteln. Weil Unruhen erwartet wurden, kam der syrische Legat Cassius Longinus mit großer Truppenmacht nach Jerusalem. Prokurator und Legat erlaubten den Juden, eine Gesandtschaft an Claudius zu senden. Diese erreichte, dass das Gewand in der Obhut der Juden verblieb.
Fadus hatte während seiner Amtsperiode einen Grenzkonflikt unter Kontrolle zu bringen. Jüdische Bewohner aus Peräa bekämpften Anwohner von Philadelphia (dem heutigen Amman), einer Stadt, die sich dem nach Unabhängigkeit strebenden Städtebund Dekapolis angeschlossen hatte. Fadus brachte die Lage durch militärische Maßnahmen unter Kontrolle.
Entsprechend Flavius Josephus hatte Fadus deutlich mehr mit antirömischem Widerstand zu kämpfen als seine Vorgänger. So rief der sich selbst als Messias bezeichnende Theudas zum Widerstand auf. Fadus ließ ihn ergreifen und hinrichten.
Im Jahr 46 n. Chr. wurde Fadus durch den neuen Prokurator Tiberius Iulius Alexander ersetzt.